# Victor Turner
Victor Witter Turner (Glasgow, 28 maggio 1920 – 18 dicembre 1983) è stato un antropologo scozzese.

## Formazione e carriera accademica
Figlio di un ingegnere elettronico e madre attrice, intraprese inizialmente gli studi in Poetry and Classics alla University College di Londra. Durante gli anni della Seconda guerra mondiale, però, interruppe gli studi letterari e crebbe allora il suo interesse per l'antropologia anche grazie all'esperienza vissuta, da obiettore di coscienza, e in un alloggio di fortuna in cui viveva con la moglie e due figli.
Tornò, quindi, successivamente al college per riprendere gli studi lasciati, ma stavolta con i più grandi antropologi di quel tempo. Conseguì con lode la laurea in Antropologia all'età di 29 anni. Decise di continuare gli studi con Max Gluckman nell'ambito della cosiddetta "Scuola di Manchester", il cui connotato principale consiste nell'orientamento di ricerca che, pur nel solco dell'approccio struttural-funzionalista britannico, produsse notevoli risultati in ambito sia metodologico che teorico, sottolineando, in special modo, il conflitto e l'aspetto dinamico delle società africane, in perenne connessione tra istanze della tradizione e processi di trasformazione.
Nel giugno del 1955 concluse il suo Ph.D. sempre a Manchester, dove rimase per altri anni pubblicando nel 1957 il suo saggio Schism and Continuity in an African Society: A study of Ndembu Village Life, un'analisi dettagliata dell'organizzazione sociale della popolazione del villaggio africano Ndembu. Questo saggio lo rese la figura dominante della Scuola d'Antropologia di Manchester.
Nel 1961 iniziò la sua carriera americana, accettando il ruolo di ricercatore presso l'Università di Stanford. Qui scrisse The Drums of Affliction: A study of Religious Processes among the Ndembu, pubblicato nel 1968. Nel frattempo condusse studi sulla popolazione dei Gisu in Uganda. Fu sempre nel 1968 che divenne Professore di Antropologia e pensiero sociale all'Università di Chicago. I suoi interessi puntarono verso lo studio delle religioni mondiali (in particolare per il pellegrinaggio dei cristiani) e le società di massa.
Trasferitosi all'Università della Virginia divenne professore di Antropologia e Religione, nonché membro del Center for Advanced Studies and the South Asia Program, concentrandosi sullo studio del concetto di performance e di esperimenti teatrali come forma moderna di liminalità, dove ogni giorno la realtà si trasforma in esperienza simbolica.
Morì nel 1983.

## Gli studi sul rito
Negli anni (1950 - 1954), grazie al Rhodes-Livingstone Institute diretto da Gluckman, Turner condusse ricerche sul campo presso le popolazioni ndembu dello Zambia, dell'Africa centrale, concentrandosi in particolar modo sull'assetto societario ed esaminando inizialmente l'aspetto demografico e l'economia, per poi passare alle pratiche religiose. Fu questo il periodo che lo vide interessato al rituale ed al rito di passaggio.
Grazie all'esperienza diretta sul campo, Turner diventa abile nel rintracciare i contesti di riferimento associati al mudy e quindi nel cogliere l'ambito operativo del rituale e dei suoi simboli. Secondo Turner infatti, il rito affonda le sue radici nel “dramma sociale” che consente di ottenere non solo dati statistici e censuali ma soprattutto di rilevare quelle strutture dell'esperienza nei processi concreti della vita sociale che permettono a chi osserva di adottare una prospettiva basata non più sulla descrizione etnografica statica degli eventi bensì capace di considerare le singole individualità che operano materialmente e simbolicamente all'interno di un contesto, i cui valori e punti di riferimento sono in continua mutazione. Turner individua nel divinatore il personaggio chiave per la soluzione dei conflitti sociali, colui che è in grado di scoprire la cause e di suggerire dei rimedi attraverso i rituali.
Il metodo consiste nell'analizzare dettagliatamente ogni sequenza del cerimoniale osservato, indagando specificamente sulla consequenzialità e dunque sulla precisa successione dei fatti, dando particolare rilievo al contesto socioambientale in cui il rito avviene, dunque contestualizzandolo. Ogni rituale potrà essere pertanto suddiviso in tre diversi stadi -separazione, margine, aggregazione- la cui forma e durata variano in relazione alla cosa celebrata. Durante la fase di separazione, si delimitano le dimensioni spazio-temporali del rituale stesso e si concretizza in modo manifesto l'attitudine comportamentale necessaria allo svolgimento del rito: tutto questo è fondamentale affinché possano essere riconosciuti i protagonisti attivi e passivi dell'evento.
È inoltre funzionale alla seconda fase, quella della transizione, definita da Arnold Van Gennep e poi dallo stesso Turner col termine “margine” o “limen” (da cui liminarità): da questo momento in poi i soggetti rituali vivono una condizione di ambiguità per cui non sono più ciò che erano ma neanche ciò che saranno. Questa concezione della marginalità è talmente importante da costituire un rituale a sé, in cui vengono ridefiniti i caratteri identitari degli iniziati. Il terzo momento condensa le due fasi precedenti stabilendo, attraverso un insieme di segni e comportamenti, l'avvenuta trasformazione e reintegrando i protagonisti all'interno della società spesso con nuovi ruoli o status sociali più alti. Per Van Gennep, non tutti i rituali presentano un equilibrio tra questi tre momenti; i rituali di fidanzamento, ad esempio, privilegiano la seconda fase mentre quelli di matrimonio danno particolare valore al momento aggregativo.
Il cambiamento di status si manifesta attraverso un nuovo nome, oppure un nuovo modo di vestire, o addirittura attraverso segni corporali che identificano immediatamente la nuova condizione di appartenenza. Quest'analisi metodologica di individuazione del rito fu fondamentale e propedeutica allo sviluppo dell'antropologia della performance in quanto conteneva in germe i principi che Victor Turner avrebbe in seguito estrapolato e approfondito.

## La nascita dell'antropologia della performance
La fase liminale del rito è certamente stata l'oggetto più dibattuto nell'ambito della lunga elaborazione teorica turneriana: essa, infatti, dà vita a due modalità di interrelazione che formano in un caso una struttura o agli antipodi un'anti-struttura, ovvero una communitas.
Una communitas è un insieme di individui che condividono un determinato status sociale e scelgono di affidarsi alla saggezza e alla conoscenza degli anziani nel risolvere i conflitti mentre una struttura vede all'apice della società fortemente gerarchizzata individui che detengono il potere politico-economico indipendentemente dalla “fonte” che attribuisce loro valore e prestigio.
La liminalità è la fase in cui si cristalizza lo “status” dell'iniziato che può essere promosso (l'incoronazione di un monarca o l'accesso di un giovane al mondo degli adulti) o invertito (come nel caso della succitata pratica della parentela scherzosa).
In questo senso, Turner crea forti connessioni tra i rituali Apo degli Ashanti e le festività di Commemorazione dei Defunti e Ognissanti in Occidente.
Nella sua ultima opera, From Ritual to Theatre. The Human Seriousness of Play del 1982, le riflessioni si concentrano sul potenziale intrinseco del rituale esteso a tutte le performance culturali, che possono operare creativamente su alcuni o su tutti i livelli della società. In quanto condensazione dei valori simbolici più profondi e intrinseci ha una doppia funzione paradigmatica, nel senso che può generare o anticipare il cambiamento oppure può servire da modello di riferimento nel pensiero comune di coloro che vi partecipano.

## Opere tradotte in italiano
- Il processo rituale. Struttura e anti-struttura, introduzione di Dario Zadra, Brescia, Morcelliana 1972 (ed. orig. 1969).
- Simboli e momenti della comunità. Saggio di antropologia culturale, Brescia, Morcelliana, 1975 (ed. orig. 1972)
- La foresta dei simboli. Aspetti del rituale Ndembu, introduzione di Antonio Marazzi, Brescia, Morcelliana 1976 (ed. orig. 1967).
- Dal rito al teatro, edizione italiana a cura di Stefano De Matteis, Bologna, Il Mulino 1986 (ed. orig. 1982)
- Antropologia della performance, edizione italiana a cura di Stefano De Matteis, Bologna, Il Mulino 1993 (ed. orig. 1986)
- (con Edith Turner) Il pellegrinaggio, Lecce, Argo, 1997
- Antropologia dell'esperienza, edizione italiana a cura di Stefano De Matteis, Bologna, il Mulino 2014 (il testo mette assieme gli ultimi saggi dell'autore sul tema dell'esperienza: il curatore ha condiviso con Edith Turner l'dea che tutto il lavoro ultimo di Turner conducesse a una riflessione generale sul tema dell'esperienza di cui si dà testimonianza con questa raccolta inedita).
- Antropologia, liminalità, letteratura, a cura di Massimo Bonafin, Brescia, Morcelliana, 2022 (contiene tre saggi inediti in italiano che portano sul rapporto fra l'antropologia turneriana e la letteratura)